# Torre de las Américas (San Antonio)
La Torre de las Américas
 (en inglés: Tower of the Americas) es una estructura de 230 metros de altura que funciona como torre de observación y como restaurante ubicado en el Parque HemisFair en la parte sureste del centro de San Antonio, Texas, al sur de Estados Unidos. La torre fue diseñada por el arquitecto local O'Neil Ford y fue construida como una estructura temática de la feria mundial de 1968, HemisFair '68. 
La torre fue la más alta en su tipo en los Estados Unidos desde 1968 hasta 1996, cuando se completó la Stratosphere Las Vegas. Es el edificio más alto de San Antonio, el vigésimo séptimo más alto en Texas, y el edificio más alto en Texas fuera de Dallas o Houston.